# Борго Сант'Ана (Ферара)
Борго Сант'Ана (итал. Borgo Sant'Anna) је насеље у Италији у округу Ферара, региону Емилија-Ромања.
Према процени из 2011. у насељу је живело 110 становника. Насеље се налази на надморској висини од 1 м.